# Liste der Nummer-eins-Hits in Finnland (1964)
Dies ist eine Liste der Nummer-eins-Hits in Finnland im Jahr 1964. Sie basiert auf den offiziellen Single Top, die im Auftrag von Musiikkituottajat, der finnischen Landesgruppe der IFPI, erstellt werden.

## Singles
| | Liste der Nummer-eins-Hits in Finnland | Liste der Nummer-eins-Hits in Finnland | Liste der Nummer-eins-Hits in Finnland                          | 1965 →                    |
| \| Zeitraum \| Wo. ges. \| Interpret \| Titel Autor(en) \| Zusätzliche Informationen \| \| (Zeitraum, Wochen auf Platz eins, Interpret, Titel, Autor[en], zusätzliche Informationen) \| \| \| \| \| \| ----------------------------------------------------------------------------------------- \| -------- \| --------------------------- \| --------------------------------------------------------------- \| ------------------------- \| \| Januar 1964 – Februar 1964 2 Monate \| 2 \| Jan Rohde & The Adventurers \| Doin’ the Jenka \| – \| \| März 1964 1 Monat \| 1 \| Eino Grön \| Seinillä on korvat \| – \| \| April 1964 – Juli 1964 4 Monate \| 4 \| The Beatles \| All My Loving Lennon/McCartney \| – \| \| August 1964 – September 1964 2 Monate \| 2 \| Katri Helena \| Puhelinlangat laulaa \| – \| \| Oktober 1964 1 Monat \| 1 \| The Beatles \| A Hard Day’s Night John Winston Lennon, Paul James McCartney \| – \| \| November 1964 1 Monat \| 1 \| The Animals \| The House of the Rising Sun Traditional; Bearbeiter: Alan Price \| – \| \| Dezember 1964 1 Monat \| 1 \| Lasse Mårtenson \| Nousevan auringon talo \| – \| |                                        |                                        |                                                                 |                           |
| |                                        |                                        |                                                                 | → 1965 →                  |
| Zeitraum | Wo. ges.                               | Interpret                              | Titel Autor(en)                                                 | Zusätzliche Informationen |
| (Zeitraum, Wochen auf Platz eins, Interpret, Titel, Autor[en], zusätzliche Informationen) |                                        |                                        |                                                                 |                           |
| Januar 1964 – Februar 1964 2 Monate | 2                                      | Jan Rohde & The Adventurers            | Doin’ the Jenka                                                 | –                         |
| März 1964 1 Monat | 1                                      | Eino Grön                              | Seinillä on korvat                                              | –                         |
| April 1964 – Juli 1964 4 Monate | 4                                      | The Beatles                            | All My Loving Lennon/McCartney                                  | –                         |
| August 1964 – September 1964 2 Monate | 2                                      | Katri Helena                           | Puhelinlangat laulaa                                            | –                         |
| Oktober 1964 1 Monat | 1                                      | The Beatles                            | A Hard Day’s Night John Winston Lennon, Paul James McCartney    | –                         |
| November 1964 1 Monat | 1                                      | The Animals                            | The House of the Rising Sun Traditional; Bearbeiter: Alan Price | –                         |
| Dezember 1964 1 Monat | 1                                      | Lasse Mårtenson                        | Nousevan auringon talo                                          | –                         |

Siehe auch: Nummer-eins-Hits 1964 in  Australien, Belgien, Deutschland, Frankreich, Irland, Italien, Kanada, den Niederlanden, Norwegen, Österreich, Spanien, den Vereinigten Staaten und im Vereinigten Königreich.